# Бородаев, Владимир Алексеевич (историк)
Владимир Алексеевич Бородаев (3 января 1949) — российский историк, специалист в области изучения истории Латинской Америки, Кубы и социально-политической истории; педагог, преподаватель исторического факультета Московского государственного университета имени М. В. Ломоносова. Доктор исторических наук (2009), профессор.

## Биография
Владимир Бородаев родился 3 января 1949 года.
Завершил обучение в 1971 году на историческом факультете Московского государственного университета.
В 1975 году защитил диссертацию на соискание учёной степени кандидата исторических наук, а в 2009 году защитил диссертацию на соискание учёной степени доктора исторических наук на тему: «История формирования и развития новой политической системы на Кубе: 1953—2008 гг». Научное звание Профессор присвоено в 2010 году.
Больше 25 лет проработал в Институте Латинской Америки РАН, пройдя путь от младшего научного сотрудника до заведующего сектором Кубы и директора Центра Иберийских исследований. В 2001 году перешёл работать на исторический факультет Московского государственного университета. На протяжении длительного времени читает общий курс лекций по новой и новейшей истории стран Европы и Америки, истории стран Латинской Америки, истории Кубы. С 2010 года профессор кафедры новой и новейшей истории.
Опубликовал более 80 научных статей, 26 книг и монографий. Участник многих научных сессий, конференций, конгрессов. С его участием были подготовлены и успешно защищены 6 диссертаций, 44 дипломные работы. В качестве эксперта неоднократно выступал в средствах массовой информации.

## Награды, стипендии и гранты
- Орден Знак Почёта (1986),
- Медаль «В память 850-летия Москвы» (1997),
- Боевое братство (Fraternidad Combativa) (1982).

### Монографии
- Бородаев В. А., Леонов Н. С., Лепешкин А. А. Рауль Кастро: Меня избрали для того, чтобы я защищал дело социализма. 2008-2017. — Москва: «МАКС-Пресс», 2017. — 264 с. — ISBN 978-5-317-05616-2.
- Бородаев В. А. История кубинской революции и формирования политической системы нового типа. 1953-2015 гг. — Москва: «МАКС-Пресс», 2016. — 48 с. — ISBN 978-5-317-05235-2.
- Белоусов Л. С., Бородаев В. А., Ватлин А. Ю., Горохов В. Н., Рогулев Ю. Н., Смирнов В. П., Суслопарова Е. А., и др. История стран Европы и Америки в XXI веке.. — Москва: Просвещение, 2012. — 256 с. — ISBN 978-5-09-016454-2.
- Бородаев В. А. Кубинская революция и становление новой политической системы. 1953—2006 гг. — Москва: Издательство Московского университета, 2007. — 524 с. — ISBN 978-5-211-05432-5.
- Бородаев В. А., Леонов Н. С. Фидель Кастро: политическая биография. — Москва, 2005. — 448 с. — ISBN 5-93334-001-4.
- Бородаев В. А., Булавин В. И., Давыдов В. М., Кононученко С. Б., Мазин А. В., Мартынов Б. Ф., Паниев Ю. Н., Панюшкина О. А., Романова З. И., Сизоненко А. И. Страны СНГ и Латинская Америка. — Москва: ИЛА РАН, 2001. — 226 с. — ISBN 9785201053901.
- Бородаев В. А., Андронова В. П., Булычев И. М., Владимирская Т. Л., Гончарова Т. В., Ивановский З. В. Латинская Америка и Карибы. Политические институты и процессы. — Москва: Академиздатцентр «Наука», 2000. — 448 с. — ISBN 5-02-008362-3.
- Бородаев В. А., Бекаревич А. Д., Лейно К. О. Куба: строительство социализма. Идеологические аспекты. — Москва: Академиздатцентр «Наука», 1988. — 256 с. — ISBN 5-02-008362-3.

### Научные статьи
- В. А. Бородаев. Вклад Кубы в крушение режима апартеида в ЮАР на излете «холодной войны». — Вестник Московского университета. Серия 8: История, издательство Изд-во Моск. ун-та (М.), № 2, с. 87-109. 2018 год.
- В. А. Бородаев. Вовлечение Кубы в борьбу сверхдержав на Африканском Роге (1977—1978): шаг от разрядки к новому витку «холодной войны». — Вестник Московского университета. Серия 8: История, издательство Изд-во Моск. ун-та (М.), № 3, с. 43-62. 2017 год.
- В. А. Бородаев. От победы кубинской революции до Плайя-Хирон: эскалация американо-кубинской конфронтации. 1959—1961 годы. — Новая и новейшая история, № 2, с. 60-81. 2017 год.
- В. А. Бородаев. Плая-Хирон: 50 лет спустя. — Новая и новейшая история, № 4, с. 109—118. 2011 год.
- В. А. Бородаев. Роль политического лидерства в Кубинской революции. — журнал Латинская Америка, № 10, с. 6-23. 2008 год.

### Доклады
- В. А. Бородаев. «Куба на международной арене в эпоху холодной войны». IV Международный форум «Россия и Ибероамерика в глобализирующемся мире: история и современность». Октябрь 2019. Санкт-Петербург.
- В. А. Бородаев. «Кубинская революция: значение для страны и мира». Конференция «Революция 1917 года и её место в истории XX века». Сентябрь 2017. Москва.
- В. А. Бородаев. «Боливарийский Альянс (АЛБА) — новая модель интеграционных объединений в Латинской Америке». the 8th Rhodes Forum «Dialogue of Civilizations». Октябрь 2010. Родос.

### Экспертное мнение
- В. А. Бородаев в программе «Постскриптум». Эфир на телеканале «ТВ Центр» 21 июля 2018 года.
- В. А. Бородаев в передаче «Секретная папка». Эфир на телеканале «Звезда» 18 апреля 2018 года.